# Croton chaetocalyx
Espèce
Croton chaetocalyx est une espèce de plantes à fleurs du genre Croton et de la famille des Euphorbiaceae, présente au Brésil (Goias, Mato Grosso).
Il a pour synonyme :
- Oxydectes chaetocalyx, (Müll.Arg.) Kuntze